# Herbert Butterfield
Sir Herbert Butterfield (* 7. Oktober 1900 in Oxenhope, West Yorkshire; † 20. Juli 1979 in Sawston, South Cambridgeshire) war ein britischer Neuzeithistoriker und Geschichtsphilosoph, der an der University of Cambridge lehrte.

## Leben
Butterfield wurde 1900 als Sohn eines Textilfabrikarbeiters geboren. Er besuchte die Keighley Trade and Grammar School. Ab 1919 studierte er an der University of Cambridge (Peterhouse). 1924 war er Jane Eliza Procter Visiting Fellow an der Princeton University in New Jersey. Nach dem B.A. (1922) und M.A. (1926) arbeitete er als Bibliothekar. Im Dezember 1938 hielt er Vorlesungen im Deutschen Reich (Berlin, Köln, Bonn und Münster). 1944 erhielt er den Chair in Modern History und 1963 wurde er Regius Professor of Modern History an der University of Cambridge (Peterhouse). Von 1958 bis 1971 war er James Scott Prize Lecturer der Royal Society of Edinburgh, 1965/1966 Gifford Lecturer an der University of Glasgow und 1971 Sir Robert Rede's Lecturer an der University of Cambridge. Zu seinen akademischen Schülern gehörten – unter anderen – Patrick Cosgrave, Werner E. Mosse, J. G. A. Pocock und Stephan Skalweit.
1938 wurde er Herausgeber des Cambridge Historical Journal (bis 1952). Von 1955 bis 1968 war er Master of Peterhouse und von 1959 bis 1961 Vice-Chancellor der University of Cambridge. Er war von 1955 bis 1958 Präsident der Historical Association sowie Begründer und Chairman des British Committee for International Politics. Butterfield war externer Prüfer der National University of Ireland und Mitglied der Commission on Higher Education des irischen Präsidenten Cearbhall Ó Dálaigh.
Butterfield war in den 1930er Jahren methodistischer Laienprediger, später wandte er sich der Anglikanischen  Kirche zu. Er war verheiratet und Vater von drei Kindern. Sein Nachlass befindet sich in der Cambridge University Library.
Der Wissenschaftsphilosoph Thomas S. Kuhn sagte, dass sein Die kopernikanische Revolution durch Butterfields The Origins of Modern Science, 1300–1800 beeinflusst wurde.
Bekannt und im englischen Sprachraum sprichwörtlich wurde er auch für sein Buch von 1931, The Whig Interpretation of History, wonach das Adjektiv whiggisch geprägt wurde. Gemeint ist eine Historiographie, die die Vergangenheit als stetige Weiterentwicklung zu modernen liberalen und demokratischen Zuständen (der Wortherkunft nach im Sinn der englischen liberalen Whig-Partei) interpretiert oder einer anderen vom Autor vorgegebenen Zielrichtung.

## Auszeichnungen (Auswahl)

### Preise
- 1922: Members’ Prize
- 1923: Le Bas Prize
- 1924: Prince Consort Prize
- 1924: Seeley Medal

### Orden und Ehrenzeichen
- 1968: Knight Bachelor

### Ehrendoktorwürden
- 1974: Hon. D.Litt., University of Cambridge

### Ehrenmitgliedschaften
- 1967: Honourary Member, Royal Irish Academy
- 1967: Foreign Honorary Member, American Academy of Arts and Sciences[2]
- 1968: Honorary Member, Historical Association
- 1968: Honourary Fellow, Peterhouse

### Mitgliedschaften
- 1965: Fellow, British Academy (FBA)

## Schriften (Auswahl)
- The Whig Interpretation of History (1931)
- George III and the Historians (1957)